# 石井陽一 (地方公務員)
石井 陽一（いしい よういち、1947年または1948年 - ）は、日本の地方公務員。神戸市建設局長、同市副市長、同市住宅供給公社理事長を歴任。瑞宝小綬章受章。

## 経歴
1970年（昭和45年）3月神戸大学工学部土木工学科卒業。
1972年（昭和47年）3月神戸大学大学院工学研究科土木工学専攻修了。
1972年（昭和47年）4月神戸市役所入庁。
都市計画局計画部長、都市計画総局計画部長、建設局参与（道路担当）などを歴任後、2006年 (平成18年) 4月 田中稔の後任として建設局長、2007年4月 同職を佐俣千載と交代し神戸市副市長、2011年3月 同職を任期満了退任。
神戸市住宅供給公社理事長となるが、同公社が多額の債務を抱えていたことにより2012年12月で解散。後に一般財団法人神戸すまいまちづくり公社理事長を歴任。

## 栄典
- 2020年11月 令和2年秋の叙勲で地方自治功労により瑞宝小綬章を受章[1]